# Michelle Gréaume
Pour les articles homonymes, voir Gréaume.
Michelle Gréaume, née le 30 octobre 1967 à Valenciennes (Nord), est une femme politique française. Membre du Parti communiste français, elle est maire d'Onnaing de 2014 à 2017, sénatrice du Nord depuis 2017 et conseillère départementale du Nord depuis 2021.

## Biographie
Michelle Gréaume est issue d’une famille ouvrière. Titulaire d'un BEP d’agent administratif, elle trouve un emploi de stagiaire à la mairie d’Onnaing. Elle passe avec succès le concours d’adjoint administratif puis celui de rédacteur territorial en 2003, ce qui lui permet d'avoir un poste de responsable des services administratifs à Saint-Amand-les-Eaux.
Michelle Gréaume commence à militer à la Jeunesse communiste quand elle a 17 ans, puis quelque temps après au Parti communiste.

## Fonctions électives

### Mandats locaux
Pendant 7 ans, Michelle Gréaume est conseillère municipale dans l’opposition à Onnaing, puis suppléante de Fabien Thiémé au Conseil général en 2011.
En 2014, elle est élue maire d'Onnaing. Elle est également présidente du Syndicat d’assainissement Onnaing, Vicq et Quarouble et conseillère déléguée à l’accessibilité à Valenciennes Métropole.
Pour se conformer à la loi de non-cumul, elle renonce à son mandat de maire le 4 octobre 2017, mais conserve celui de conseillère municipale d'Onnaing.
En juin 2021, elle est élue conseillère départementale à l'issue des élections départementales, le binôme qu'elle forme avec Pierre-Michel Bernard l'ayant emporté dans le canton d'Anzin. Elle renonce alors à son mandat de conseillère municipale.

### Mandat national
Aux élections sénatoriales du 24 septembre 2017, Michelle Gréaume, qui est placée en deuxième position sur la liste « l'Humain d'abord ! au Cœur de la République » conduite par Eric Bocquet, est élue sénatrice du Nord.
Elle fait partie du groupe communiste, républicain, citoyen et écologiste. Elle est d'abord nommée membre de la commission des affaires économiques à partir du 4 octobre 2017, puis rejoint la commission des affaires sociales en janvier 2019.
En octobre 2020, à la suite des élections sénatoriales, elle rejoint la Commission des affaires étrangères, de la défense et des forces armées.
Elle est également membre de la Délégation sénatoriale aux collectivités territoriales et à la décentralisation depuis le 18 octobre 2017, et en sera Vice-Présidente d'octobre 2020 à septembre 2023. Elle appartient au groupe d'études Cancer. Elle est nommée membre suppléant du Conseil supérieur de l'économie sociale et solidaire le 30 janvier 2018.
Après sa réélection en septembre 2023, elle devient Vice-Présidente de la commission des affaires étrangères, de la défense et des forces armées.

### Activités et causes défendues
Elle s’implique et soutient la demande d’entrée au Panthéon de la résistante nordiste Martha Desrumaux, et participe au documentaire « Le souffle de Martha » , réalisé par François Perlier, qui lui est dédié.

## Synthèse des mandats
- Sénatrice du Nord (depuis 2017)
- Conseillère départementale du Nord, élue dans le canton d'Anzin (depuis 2021)
- Conseillère municipale d'Onnaing (2017-2021)
- Conseillère communautaire à Valenciennes Métropole (2014-2017 puis 2020-2021)
- Conseillère municipale d'opposition d'Onnaing (2008-2014)